# Johann Rudolf Müller (Geistlicher)

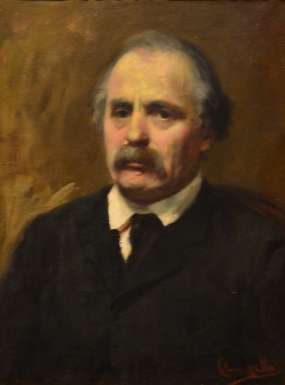
Clara Müller: Porträt ihres Vaters Johann Rudolf Müller

Johann Rudolf Müller (* 31. August 1824 in Hirschthal; † 20. Mai 1894 in Chaco, Paraguay) war ein Schweizer reformierter Pfarrer, Strafanstaltdirektor und Expeditionsleiter.

## Leben
Johann Rudolf Müller besuchte die Kantonsschule in Aarau. Es folgte ein Theologiestudium in Bern, Tübingen und Halle. Auf das Pfarrerexamen 1847 folgten Vikariate in Birrwil, Reitnau und Riken. 1853 bis 1864 wirkte Müller als Dorfpfarrer in Densbüren. 1864 übernahm er die Leitung der neueröffneten Strafanstalt Lenzburg. Müller erarbeitete nach irischem Vorbild die Grundlagen des modernen, stufenweisen Strafvollzugs mit der Möglichkeit der vorzeitigen bedingten Entlassung. Er erlangte dadurch europaweit Bedeutung. Unter Müllers Präsidium wurde auch der in diesem Sinne tätige Schweizerische Verein für Straf- und Gefängniswesen gegründet. 1872 verliess Müller die Schweiz. Bis 1888 arbeitete er als Textilfabrikant und Geschäftsmann in Norditalien. Mit 64 Jahren wanderte Müller nach Argentinien aus, wo er sich in Buenos Aires als selbständiger Kaufmann und als Mitarbeiter der Druckerei «Imprenta Helvetica» betätigte. Ab 1889 schrieb er regelmässig für das dort gedruckte Argentinische Tageblatt. Johann Rudolf Müller starb 1894 auf einer von ihm geleiteten Forschungsexpedition in den paraguayischen Chaco. Er war verheiratet und hatte sechs Kinder, darunter die Malerin Clara Müller.
Sein Nachlass befindet sich im Staatsarchiv Aargau.